# Тультитлан-де-Марьяно-Эскобедо
Тультитла́н-де-Марьяно-Эскобедо (исп. Tultitlán de Mariano Escobedo) — город и административный центр муниципалитета Тультитлан в мексиканском штате Мехико. Численность населения, по данным переписи 2010 года, составила 31 936 человек.